# ماری ان‌دیایه
ماری اِندیای (به فرانسوی: Marie NDiaye) نویسندهٔ فرانسوی سنگالی‌تبار برنده گنکور معتبرترین جایزهٔ ادبیات سال کشور فرانسه در سال ۲۰۰۹ است. ماری اِندیای همچنین نخستین زنی‌است که از سال ۱۹۹۸ تا به امروز جایزهٔ گنکور را به خانه می‌برد. وی نخستین زن سیاه‌پوستی است که در تاریخ ۱۰۶ سالهٔ گنکور این جایزهٔ فرانسوی را از آن خود کرده‌است.
او در سال ۲۰۲۲ فیلمنامه درام حقوقی سن اومر را به همراه کارگردان آن آلیس دیوپ و آمریتا دیوید نوشت. در سپتامبر ۲۰۲۲، این فیلم به‌عنوان برگزیده رسمی سینمای فرانسه برای شرکت در رقابت جایزه بهترین فیلم بین‌المللی در نود و پنجمین دوره جوایز اسکار انتخاب شد.

## زندگی
ماری اِندیای (که در فارسی «نادی» نیز نوشته شده) ۴ ژوئن سال ۱۹۶۷ در حاشیهٔ جنوبی شهر پاریس از مادری فرانسوی و پدری سنگالی به‌دنیا آمده‌است. اِندیای را مادرش که استاد علوم طبیعی دانشگاه است، به تنهایی بزرگ کرده. پدر ماری از زمان کودکی وی آن‌ها را ترک کرده و به آفریقا بازگشته و بعدها پس از بیست سال برای دومین بار دخترش را دیده‌است.
اِندیای نویسندگی را از جوانی شروع کرده و نخستین کتابش را در سن هجده سالگی نزد انتشارات مینویی فرانسه به چاپ رسانده‌است.
وی در جوانی تحصیلات آکادمیک را نیمه رها کرد و به نویسندگی روی آورد و دومین کتابش را نیز در بیست سالگی منتشر کرد و از آن پس کتاب‌ها و نمایشنامه‌های زیادی را نزد انتشارات مینویی و انتشارات گالیمار فرانسه به چاپ رسانده‌است.
رمان سه زن قوی اثر ماری اِن‌دی‌آی که برنده جایزه گنکور در ۲۰۰۹ شد، داستان زندگی طاقت‌فرسای سه زن را روایت می‌کند که علی‌رغم مشکلات زندگی به‌تنهایی گلیم خودشان را آب بیرون می‌کشند. بدین ترتیب سه زن قوی تا حدودی برآمده از زندگی شخصی خود اِندیای و غیبت پدر در زندگی این نویسندهٔ فرانسوی است. ماری اِندیای از سال ۲۰۰۷ به همراه همسر و فرزندانش ساکن شهر برلین کشور آلمان است.

## آثار
- ۲۰۰۹ - سه زن قوی (Trois femmes puissantes)